# JUNGLE DANCE
「JUNGLE DANCE」（ジャングル・ダンス）は、日本の女性歌手、谷村奈南の3枚目のシングルである。DVD付き、通常盤の2形態で、2008年5月7日にSONIC GROOVEから発売。

## 作品概要
- CD+DVD盤がリリース前にもかかわらず、「Amazon.co.jp ランキング」で10位近くまで順位を上げる。（CD盤の同ランキングは2,000位前半。）さらに、主に「購入者イベント参加券」などの購入者特典が封入されている作品に対して、個人の大量購入を防ぐためにかけられることの多い「この商品は人気商品のため、お一人様1個までのご注文に限らせていただきます。」という異例の規制がかけられた。
- 初めてのラテンハウスの曲だったため、最初は歌いこなせるか心配だったが、「ラテンのグルーヴが体に入ってきて、楽しかった」という。[3]。
- 第50回日本レコード大賞優秀作品賞受賞曲。

## プロモーションビデオ
- PVではビキニトップにカウボーイハット、下はジーンズパンツといった大胆衣装や、ミニスカート、またプールサイドでの水着姿までをも披露し、セクシーなPVで注目を集め、BARKSが2008年4月15日に配信した記事「G乳・90cm超、谷村奈南の扇情的な映像の中身…」[4]が、提供先のYahoo!ニュースにおいて、すべてのニュースを対象とした「総合アクセスランキング」や、livedoorの同様のランキングで1位を獲得する等、発売前からその露出度やプロポーションについて注目が集まった。
- 撮影は新木場スタジオコーストで行われ、水着姿でプールから上がるシーンを撮影したのは3月上旬の気温の低い時で、加えてプールの水が真水だったため「水が 痛かった」という[3]。

## CD・DVD収録曲
| CD (Disc 1)  | CD (Disc 1)                              | CD (Disc 1)                                                   | CD (Disc 1) |
| ------------ | ---------------------------------------- | ------------------------------------------------------------- | ----------- |
| 1            | JUNGLE DANCE                             | 作詞：shungo. / 作曲：Martin Ankelius / 編曲：koma2 kaz       | 4:26        |
| 2            | Ooh...                                   | 作詞：shungo. / 作曲：RedZone Entertainment / 編曲：koma2 kaz | 4:47        |
| 3            | Place of love                            | 作詞・作曲：T2ya / 編曲：koma2 kaz                            | 3:44        |
| 4            | JUNGLE DANCE (Instrumental)              |                                                               | 4:26        |
| 5            | Ooh... (Instrumental)                    |                                                               | 4:47        |
| 6            | Place of love (Instrumental)             |                                                               | 3:44        |
| DVD (Disc 2) |                                          |                                                               |             |
| 1            | JUNGLE DANCE (Music Clip)                |                                                               |             |
| 2            | JUNGLE DANCE (short best sexy Clip)      |                                                               |             |
| 3            | JUNGLE DANCE (Best NANA off movie shot!) |                                                               |             |

## タイアップ
- フジテレビ系『HEY!HEY!HEY! MUSIC CHAMP』4・5月度エンディングテーマ。